# 魚住隼人
魚住 隼人（うおずみ はやと、生没年不詳）は、戦国時代の武将。尾張国魚住城城主（愛知県北名古屋市）。

## 略歴
鹿田村の住人 。初めは斯波氏に仕え、後に織田信長に仕えた。『信長公記』によると隼人は信長の馬廻を務め、武勇の者と記されている。
永禄3年（1560年）桶狭間で信長方に属し首級を挙げた。
1580年、信長は柴田勝家の長陣を心配し、魚住隼人・木下祐久らに様子を見に行かせた 。